# Pharamond Blanchard
Pour les articles homonymes, voir Blanchard.
 (mai 2014).
Si vous disposez d'ouvrages ou d'articles de référence ou si vous connaissez des sites web de qualité traitant du thème abordé ici, merci de compléter l'article en donnant les références utiles à sa vérifiabilité et en les liant à la section « Notes et références ».
Henri Pétros Léon Charles Pharamond Blanchard, né le 27 février 1805 à Lyon (Rhône) et mort le 10 décembre 1873 à Paris 7e, est un peintre, lithographe et illustrateur français.

## Biographie

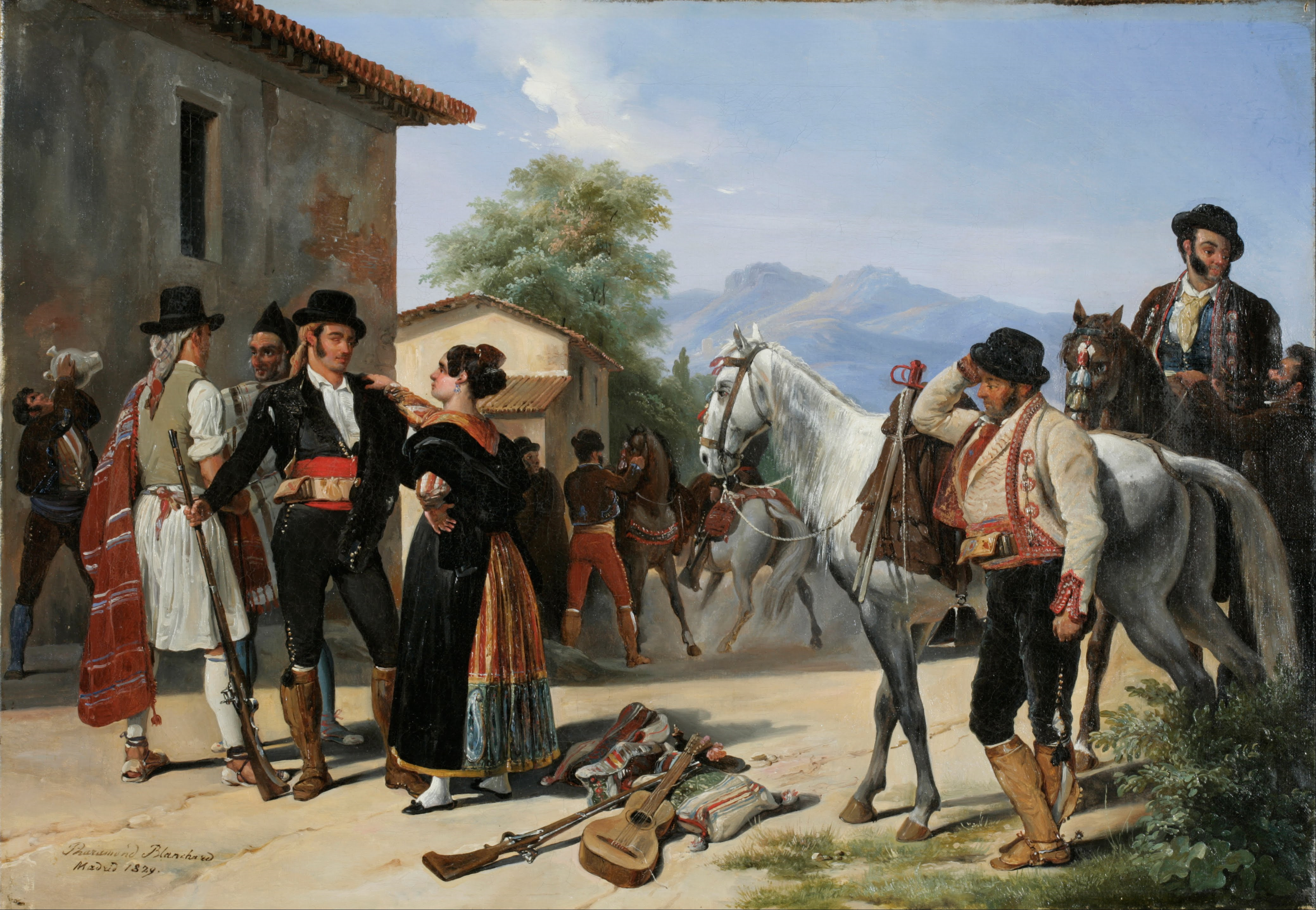
Les Contrebandiers (1829), Madrid, musée national du Romantisme.

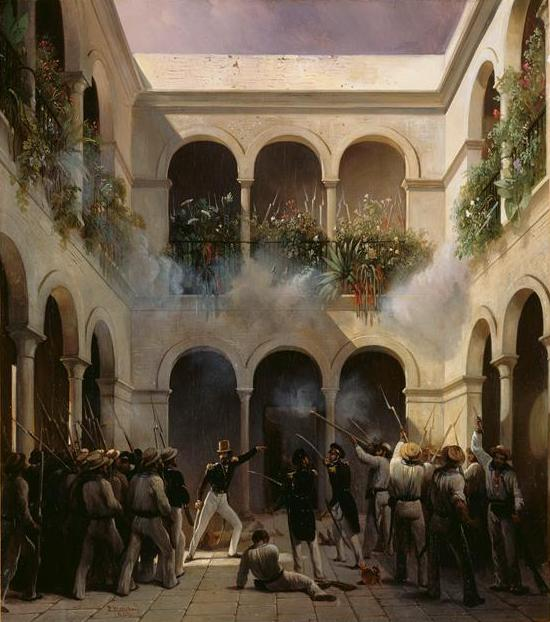
Le prince de Joinville débusque les défenseurs de la maison du général Arista (1843), château de Versailles.

Fils d'un peintre réalisant des décors de théâtre, Pharamond Blanchard est admis en 1819 à l'École des beaux-arts de Paris dans les ateliers du peintre Antoine-Jean Gros et du graveur Charles-Abraham Chasselat. Entre 1822 et 1826, il collabore à une vue de Jérusalem pour le Diorama de Louis Daguerre.
En 1826, il effectue un premier voyage en Espagne à la demande et sous la protection du duc et de la duchesse de Montpensier, sœur de la reine, et participe à la décoration de leur palais de San Telmo sur les rives du Guadalquivir, mais aussi à leurs résidences de Sanlucar de Barrameda (Cadix) et de Castilleja de la Cuesta (Séville) avec Justin Taylor, Adrien Dauzats et Alfred Dehodencq. Il effectue en 1832 un second voyage avec Antoine-Jean Gros, convié par Ferdinand VII pour travailler sous la direction du peintre espagnol Fernando Brambila sur la lithographie royale[C'est-à-dire ?]. Louis-Philippe décidera d'ouvrir en 1837 une Galerie espagnole au musée du Louvre à la suite des missions dont il charge Justin Taylor en 1835, effectuées par Taylor, Blanchard et Dauzats. Les croquis et dessins qu'il réalise serviront à l'illustration du Voyage pittoresque en Espagne, au Portugal et sur la côte d'Afrique de Justin Taylor, ainsi qu'à l'illustration des Voyages pittoresques et romantiques de l'ancienne France  du même Taylor, Charles Nodier et Alphonse de Cailleux. Blanchard y peint des scènes de rue, de corrida, de personnage en costumes régionaux pour l'illustration de romans picaresques. Il fait un rapide voyage au Maroc en 1837.
De retour d'Espagne en 1838, il part au Mexique pour accompagner François-Ferdinand d'Orléans, prince de Joinville, fils du roi Louis-Philippe, artiste amateur. Il est membre officiel de cette expédition commandée par le contre-amiral Charles Baudin. Ils embarquent le 31 août 1838, font escale à Cadix et débarquent à Veracruz au Mexique le 26 octobre. Envoyé le lendemain avec un officier en qualité d'interprète à Mexico, ils font halte à Plan del Rio, Jalapa Puebla et arrivent à Mexico le 3 novembre. Il restera trois jours dans cette ville. Son compatriote et confrère le peintre Toussaint-Frédéric Mialhe lui ayant indiqué un itinéraire touristique, il réalise sur la route de retour à Veracruz de très nombreux dessins. Le 4 décembre, Veracruz capitule. Joinville part pour La Havane et Pharamond l'y rejoint le 26 décembre. Le 6 janvier 1839, il réalise les décors d'un grand bal offert par le prince de Joinville aux dames de la ville, les 28 et 29 janvier à bord du navire l'Iphigénie. Le 8 février, il embarque pour Toulon où il arrive le 26 mars, rapportant un album de cinquante et un dessins sur le Mexique et Cuba (conservés aux Archives de la Marine) qui lui serviront à la réalisation de plusieurs tableaux.
Il habite à Paris de 1839 à 1846, puis à Chatou (Yvelines) de 1847 à 1861, puis de nouveau à Paris. Il peint plusieurs toiles pour le musée de l'Histoire au château de Versailles, dont une en trois parties : L'Attaque de Veracruz le 5 décembre 1838 exposée au Salon de 1840 sous le titre de Le Désarmement de la Veracruz (acheté par l'État le 17 juin 1840). Pharamond Blanchard est nommé chevalier de la Légion d'honneur en 1840.
Il effectue un second voyage qui le mène le long de la côte Nord-Est de l'Amérique du Sud, jusqu'au Brésil puis en Afrique du Nord.
Il profite d'un de ses séjours en France entre 1845 et 1850 pour faire des toiles sur les débuts d'une station balnéaire en vogue, Houlgate à Beuzeval, et descend au hameau de la mer ou à la pension de famille Imbert avec son épouse Caroline Raynaud-Barbarin (veuve de Arnold de Ronseray), née à Trenton (New Jersey) en 1797, qu'il a épousée à l'église Notre-Dame-de-Lorette de Paris le 7 décembre 1845. Il semble qu'une fille soit née de cette union.

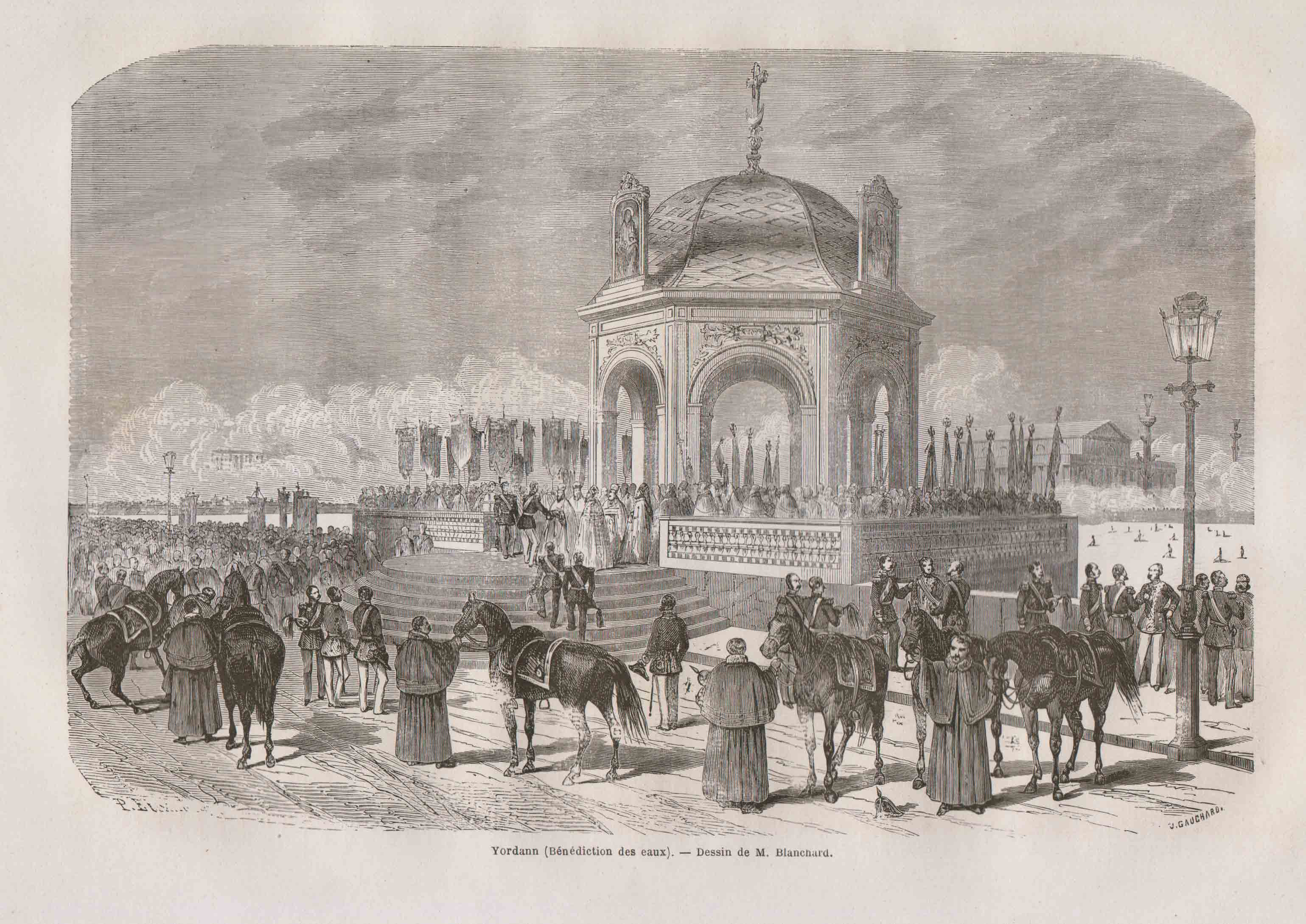
Bénédiction des eaux à Saint-Pétersbourg en 1857 (1861), gravure d'après Pharamond Blanchard.

En 1852, il voyage au Proche-Orient et visite Le Caire, Beyrouth, Athènes. Il va aussi à Constantinople et publie une relation de ce voyage en 1855.
De 1856 à 1859, il est en Russie d'où il fait des envois pour les Salons de 1861 et 1865 sur les sujets de ce voyage. Il est l'invité en qualité de peintre de la Cour, de l'empereur Alexandre II qui vient d'être couronné en 1856 et qui voyage avec son épouse Maria Alexandrovna sur la Volga et dans le Caucase. Les aquarelles qu'il réalise au cours de ce voyage seront offertes à l'impératrice à titre de souvenir.

## Collections publiques

### Œuvres sur papier

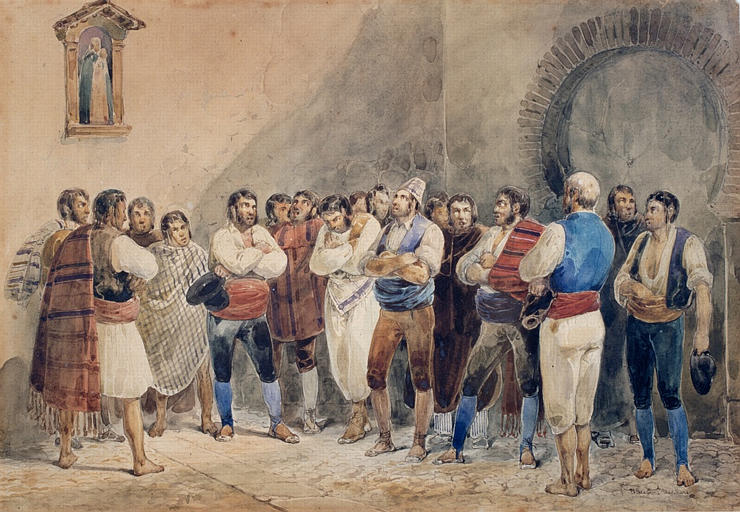
Le Salve Regina des prisonniers dans une prison de Madrid (1834), musée des Beaux-Arts de Nantes.

- Tauromachie, 1835, quinze aquarelles pour le Comte Demidoff et série de douze lithographies publiées par Goupil en 1852. Madrid, musée du Prado
- Album de dessins sur l'expédition de San Juan de Ulua au Mexique, 1837 à 1839, château de Vincennes
- Attaque dans la cour de Saint-Jean d'Ulla, 1839, château de Versailles
- Bal donné par M. le prince de Joinville à bord de la frégate « l'Iphigènie » à La Havane le 28 janvier 1839, 1840, château de Versailles.
- Attaque de la Maison du Général Arista par M. le prince de Joinville, 1840, Achat du 19 février 1843, Paris, musée national de la Marine
- Salve Regina des prisonniers, dans une prison de Madrid, 1834, aquarelle, musée des Beaux-Arts de Nantes[2].

### Peintures
- Assomption de la Vierge, 1835, collégiale Notre-Dame de Vitry-le-François.
- L'Attaque de Veracruz le 5 décembre 1838, 1839, château de Versailles.
- La Créole de Saint-Jean d'Ulua, 1839, Paris, musée national de la Marine.
- Célébration de la Fête de la Fédération le 14 juillet 1790, 1840, Vizille, musée de la Révolution française .
- Le Retour des cendres, 1840, château de Maisons-Laffitte.
- Le Prince de Joinville débusque les défenseurs de la maison du général Arista, 1843, château de Versailles.
- Combat de la Veracruz le 5 décembre 1838, 1843, château de Versailles.
- Paul et Virginie, 1844, musée d'Art de La Nouvelle-Orléans.
- Célébration du mariage du Duc de Montpensier sur la Plaza Mayor de Madrid, 1846, Villamanrique de la Condesa, palais d'Orléans.
- La Première Messe en Amérique, vers 1850, musée des Beaux-Arts de Dijon.
- Napoléon III à Chatou en 1858, 1858, château de Compiègne.
- La Marche d'une division française sur Mexico. Arrivée à Plan del Rio, vers 1864, Chalon-sur-Saône, musée Vivant-Denon.
- Amiens, musée de Picardie.

## Illustrations
- 1820-1840, « Le Camp du Drap d'Or », Picardie, volume III, p. 203 et « Histoire de Villers-Cotterets », Picardie, vol. II, p. 134 dans Voyages pittoresques et romantiques dans l'ancienne France.
- 1824, Quatre Vues des environs de Voreppe… dessinées et lithographiées par Pharamond Blanchard, précédées d'une carte et d'un texte statistique et historique par A.-G. Ballin (reliure inconnue), 6 pages
- 1838, « Histoire d'Amiens », dans Voyage pittoresque et romantique dans l'ancienne France - Picardie Tome I, p. 20, Histoire de Béziers, Languedoc vol. II, p. 93.
- 1839, San Juan de Ulúa, ou Relation de l'expédition française au Mexique, avec Adrien Dauzats (Paris, Gide). Consacré à l'expédition française au Mexique en 1838, ce volume comprend aussi un Aperçu général du Texas par Eugène Maissin. Dauzats révisa le récit de son ami et grava la moitié des dessins originaux que ce dernier a fait paraître en illustration de cet ouvrage.
- 1846, « Chemin de fer de Paris à Bordeaux », dans L'Illustration du samedi 28 mars 1846, pp. 51-62, 41 gravures de Blanchard et Adrien Dauzats et 4 cartes. Dans le même numéro : Château de Chamarande à M. de Talaru, gravure sur bois, p. 53
- 1852, « Départ des Pêcheurs de Terre-Neuve à Dunkerque », dans L'Illustration
- 1855, Itinéraire historique et descriptif de Paris à Constantinople, XIX, 474 p., In 18°, carte, Paris, Louis Hachette
- 1857-1858, L'Illustration, article illustré sur son voyage en Russie. Illustré de deux gravures sur deux tiers de pages. Voyage en Caucase et descente de Karnai ainsi que la Caravane en voyage
- 1859, Journal de San Juan, voyage de Uluà ; Relation de l'expédition française au Mexique avec Adrien Dauzats
- 1861, Tour du Monde, publication de deux récits de son voyage en Russie. (V. Edouard Charton) et travaille également avec La France maritime
- 1862, articles et dessins dans Le Magasin pittoresque et dans l'Illustration également en 1863-1864-1865 et 1866 où cette année-là il révise des croquis sur le Chili de Ernest Charton de Tréville. Ainsi que ceux d'un certain X. N, pour la même revue et un article sur l'arrivée de l'Empereur Maximilien à Rio Frio au Mexique
- 1865, L'Illustration, nouvel article illustré sur son voyage en Russie
- 1871, dessins sur la Guadeloupe et les États-Unis dans l'Illustration
- 1873, dessins sur le Brésil dans Le Magasin pittoresque

## Récompenses
- Médaille de 3e classe au Salon de Paris de 1836.

## Salons et expositions
- Salon de 1834 : Scène de Corrida.
- Exposition des beaux-arts de Lyon, 1839 : Marchands de fruits au Mexique.
- Salon de 1840 : trois tableaux illustrant l'Attaque de la Veracruz de Vera Cruz.
- Salon de 1841 : Les Funérailles d'un dignitaire Maure, près de Tanger.
- Salon de 1842 : Les Joueurs de dés Mexicains.
- Salon de 1845 : Fernando Cortez sur la route de Mexico.
- Salon de 1850 : La Première messe en Amérique.
- Salon de 1855 : Nuñezde Balboa découvrant la mer du Sud 1515.
- Exposition universelle de 1855 : Vasco Nuñez de Balboa découvrant la côte Pacifique en 1513.
- Notre-Dame de Paris, 1859 : Te Deum, musée de l'Œuvre Notre-Dame : Retour des troupes à Paris.
- Salon de 1865 : Épisode malheureux de la Campagne du Mexique pour mettre sur le trône l'Archiduc Maximilien.
- Salon de 1872 : Clairières dans les Terres Chaudes de la côte ferme d'Amérique ; El Lazo, combat entre Garochos.
- Exposition Mexico Museo de San Carlos, 1989.
- La Nouvelle-Orléans, Museum of Art, 1996.
- « Libéralisme et romantisme au temps de Élisabeth II », exposition du centenaire de la mort de la reine Isabel II, musée archéologique de Madrid, 2004.